# Athénion
Athénion était un esclave de Cilicie, un berger qui aurait tué son maître selon Florus. Appien le cite comme un éphémère roi des esclaves révoltés en Sicile. À la tête des esclaves révoltés en Sicile en l'an 105 av. J.-C., il soutient quatre ans durant la guerre contre les Romains.
Selon Diodore de Sicile, Athénion, esclave fugitif versé dans l'art de l'astrologie, se serait prédit de régner sur la Sicile, et aurait regroupé plus de mille hommes, qui le nommèrent roi. À la tête de plus de dix mille hommes, il assiège en vain Lilybée (aujourd'hui Marsala) et doit faire retraite à l'arrivée de renfort dans ce port. Puis il s'allie avec un autre révolté nommé Tryphon, qui devient le chef de la révolte. À la mort de ce dernier, il prend le commandement de quarante mille révoltés. Selon Diodore, il est battu par Lucius Lucullus, mais celui-ci ne sait pas exploiter sa victoire, tandis que Florus dit qu'Athénion prit le camp de Lucullus. L'année suivante, Athénion est battu et tué par les soldats du consul Manius Aquilius Nepos en 101 av. J.-C.,.  
Cicéron l'évoque avec Spartacus dans son discours contre Verres et dans le discours Sur la Réponse des Aruspices. Dans une figure de style, il affirme que Verres ou Clodius se montrèrent encore pires que cet esclave.